# Finn Lynge
Finn Lynge, MdEP (* 22. April 1933 in Nuuk; † 4. April 2014 in Qaqortoq) war ein grönländischer Politiker (Siumut), Pastor, Schriftsteller und Intendant.

## Leben

### Familie
Finn Lynge war der Sohn des Journalisten Kristoffer Jonathan Ludvig Lynge (1894–1967) und der Krankenschwester Ragnhild Bugge (1901–1962). Sein Vater war der uneheliche Sohn des dänischen Volontärs Jens Aage Bergh (1869–1931) mit Marie Henriette Agnete Lynge (1867–1940). Finns Urgroßvater war der dänische Lithograf Theodor Bergh (1830–1907). Ragnhild Bugge war eine in Grönland geborene Dänin. Sie war die Tochter des Kolonialverwalters Konrad Olsen Bugge (1862–1937) und dessen Frau Hedevig Clausen (1873–1937). Finn Lynges Onkel war der Pastor Aage Bugge (1896–1979).
Finn Lynge war dreimal verheiratet. 1976 heiratete er in erster Ehe Mona Rosing Lynge (* 1953), mit der er drei Kinder bekam. Der Sohn Kristoffer Rosing Lynge starb im Kleinkindalter. Seine Töchter sind Karina Rosing Lynge und Kristina Rosing Lynge. Nach der Scheidung heiratete er Susanne Rudkjøbing. Später heiratete er Rie Oldenburg.

### Jugend und Ausbildung
Finn Lynge wurde in Grönlands Hauptstadt geboren und zog als Kind nach Dänemark. Nach dem Schulabschluss in Lyngby 1951 studierte er von 1952 bis 1954 zuerst Dänisch und Französisch an der Universität Kopenhagen. Währenddessen konvertierte er am 12. November 1953 zum Katholizismus. Er hatte den Glauben durch einen katholischen Schulfreund in Lyngby kennengelernt. Von 1954 bis 1956 leistete er Militärdienst. Er verbrachte ein Jahr für sein Noviziat in Frankreich, wurde 1957 Mitglied der Oblaten der Unbefleckten Jungfrau Maria und studierte nebenbei drei Jahre Philosophie in Rom und zuletzt bis 1963 Theologie in den USA. 1963 wurde er als erster Grönländer katholisch ordiniert.

### Karriere
Er begann anschließend als Hilfspfarrer in der Church of the Assumption in Saint Paul in Minnesota und wechselte 1964 ins dänische Randers. Ab 1965 war er der einzige katholische Pfarrer des ansonsten lutherischen Grönlands. Unter ihm wurde 1972 die einzige katholische Kirche Grönlands, die Krist Konge Kirke, eingeweiht. Von 1969 bis 1974 war er zudem Sozialarbeiter, um sein Grönländisch zu verbessern, und anschließend bis 1979 Chef des grönländischen Rundfunks KNR. 1976 gab er sein Amt als Pfarrer auf.
Er wurde 1979 zum einzigen grönländischen Mitglied des Europaparlaments gewählt und schied 1984 aus, als Grönland die Europäische Union nach dem Referendum von 1982 verließ. Danach war er von 1985 bis 1987 als Koordinator der Umweltkommission der Inuit Circumpolar Conference tätig. Von 1987 bis 1994 war er Grönlandberater im dänischen Udenrigsministeriet und von 1995 bis 1997 war er Ministerialrat für grönländische Angelegenheiten in der dänischen EU-Botschaft. Von 1997 bis 1998 war er wieder Berater im Udenrigsministeriet. Von 1998 bis 2003 war er Ratgeber der Grönländischen Regierung in Kopenhagen und ging dann 70-jährig in Rente.

### Ehrenämter, Schriftstellerwirken, Auszeichnungen und Tod
Finn Lynge hatte zahlreiche Ehrenämter inne. Von 1968 bis 1975 war er Aufsichtsratsmitglied der Knud Rasmussenip Højskolia, davon ab 1973 als Aufsichtsratsvorsitzender. Von 1970 bis 1973 war er Beisitzer im Kreisgericht in Nuuk. Von 1973 bis 1975 war er Mitglied der Fernsehkommission und von 1975 bis 1978 in der Radioausschuss der Hjemmestyrekommission. Von 1986 bis 1993 war er Aufsichtsratsmitglied im Nordens Institut. Von 1986 bis 1995 war er Verwaltungsratsmitglied von Det Grønlandske Selskab, als deren Vorsitzender er von 1987 bis 1990 fungierte. Von 1993 bis 2000 war er Vorsitzender des Komitees für Natur und Volk im Norden. Von 1999 bis 2003 war er Mitglied der Grönländischen Selbstverwaltungskommission. Ab 2001 war er zudem Verwaltungsmitglied der Dänischen Außenpolitikgesellschaft.
Während seiner Arbeitszeit war er sehr als Aktivist für Tierrechte aufgefallen und schrieb mehrere Bücher dazu und zu anderen Themen. Von 2010 bis 2013 erschien seine zweibändige Autobiografie Et langt liv på tværs (Ein langes Leben in quer).
Am 4. September 1993 erhielt er den Nersornaat in Silber. Am 27. September 2013 wurde er zum vierten Ehrendoktor der Universität von Grönland ernannt.
Finn Lynge starb am 4. April 2014 in Qaqortoq, nachdem er nach längerer Krankheit kurz vor seinem Tod auf eigenen Wunsch von Dänemark nach Grönland gebracht worden war. Die Trauerfeier fand seinem Wunsch gemäß in Qassiarsuk statt, an dessen Stelle im Mittelalter Brattahlíð lag, wo Þjóðhildr, die Frau Eriks des Roten, die erste katholische Kirche Grönlands errichten ließ.

## Werke
- 1976: The Relevance of Native Culture to Northern Development: The Greenland Case
  - 1977: Tanker i et Bulldozerspor / Bulldozerip igdlinikuine erĸarsautit (dänische/grönländische Übersetzung)
- 1978: 50 år i luften. Et halvt århundredes radiofoni i Grønland / Tusarnârêrparse ukiune 50-ine Kalâtdlit-nunãne radio (mit Ole Oxholm und Moses Olsen)
- 1981: Fugl og sæl og menneskesjæl. Tabu, varsler, sædvaneregler, fangstregler, mundheld o.a. / Kalâtdlit itsaĸ ússatait ugperissaitdlo
  - 2005: Fugl, sæl og menneskesjæl. Leveregler og fyndord fra gamle dage / Timmiaq, puisi inuullu tarninga. Ussatit oqaasinnaallu itsarnisat (Neuausgabe)
- 1990: Kampen om de vilde dyr
  - 1992: Arctic wars, animal rights, endangered peoples (englische Übersetzung)
  - 1997: Stríðið um villinidýrini (färöische Übersetzung)
- 1999: Selvstændighed for Grønland? / Kalaallit Nunaat namminersortoq?
- 2002: Den vanskelige tango. En indvendig rundtur i Riget / Tango nalunartoq
- 2003: Fangst og redelighed i vor tid. Ti foredrag holdt i Kalaallit Nunaata Radioa / Nalitsinni piniarneq pissuserissaarnerlu (mit Hans Christian Petersen)
- 2008: Hvad nu? Tanker om Gud til adspredelse og samling. En Narsaq huspostil
- 2010: Et langt liv på tværs (Teil 1)
- 2013: Et langt liv på tværs (Teil 2)